# Лымжа
Лымжа — река в Томской области России. Устье реки находится в 14 км по левому берегу Лымжинской протоки, впадающей в Обь в 1900 км слева от устья. Длина реки составляет 33 км, площадь водосборного бассейна 670 км².

## Бассейн
- 3 км: Малый Ёган
- 6 км: Кулымская
  - 1 км: Тараскин Исток
- 19 км: Бурундучья
- Восточный
- Материчная

## Данные водного реестра
По данным государственного водного реестра России относится к Верхнеобскому бассейновому округу, водохозяйственный участок реки — Обь от впадения реки Васюган до впадения реки Вах, речной подбассейн реки — Васюган. Речной бассейн реки — (Верхняя) Обь до впадения Иртыша.